# Nongshim
Nongshim Co., Ltd. (кор. 농심, 農心, конц: нонсім; KRX: 004370
) — найбільший південнокорейський виробник продуктів швидкого приготування, що спеціалізується на локшині швидкого харчування, снеках і напоях.